# Węgry na Zimowych Igrzyskach Olimpijskich 2014
Węgry na Zimowych Igrzyskach Olimpijskich 2014 reprezentowało 16 zawodników.

## Kadra

### Biathlon

#### Kobiety
- Emőke Szőcs

| Konkurencja       | Zawodniczka | Czas    | Miejsce |
| ----------------- | ----------- | ------- | ------- |
| Sprint            | Emőke Szőcs | 24:15.4 | 70.     |
| Bieg pościgowy    | Emőke Szőcs | -       | -       |
| Bieg indywidualny | Emőke Szőcs | 54:12.3 | 70.     |
| Bieg masowy       | Emőke Szőcs | -       | -       |
| Sztafeta          | Emőke Szőcs | -       | -       |

#### Mężczyźni
- Károly Gombos

| Konkurencja       | Zawodnik      | Czas      | Strzelanie | Miejsce |
| ----------------- | ------------- | --------- | ---------- | ------- |
| Sprint            | Károly Gombos | 28:04.3   | 0+1        | 79.     |
| Bieg pościgowy    | Károly Gombos | -         | -          | -       |
| Bieg indywidualny | Károly Gombos | 1:05:16.7 | 0+4+1+3    | 88.     |
| Bieg masowy       | Károly Gombos | -         | -          | -       |
| Sztafeta          | Károly Gombos | -         | -          | -       |

### Biegi narciarskie

#### Kobiety
| Zawodnik    | Konkurencja       | Czas    | Pozycje |
| ----------- | ----------------- | ------- | ------- |
| Ágnes Simon | Sprint            | 3:04,72 | 66.     |
| Ágnes Simon | Bieg indywidualny | 38:36,7 | 69.     |

#### Mężczyźni
| Zawodnik    | Konkurencja       | Czas    | Pozycje |
| ----------- | ----------------- | ------- | ------- |
| Milán Szabó | sprint            | 3:59,68 | 73.     |
| Milán Szabó | Bieg indywidualny | 47:01,3 | 78.     |

### Łyżwiarstwo szybkie

#### Mężczyźni
| Zawodnik    | Konkurencja    | Konkurencja    |
| Zawodnik    | Bieg na 1500 m | Bieg na 1500 m |
| Zawodnik    | Czas           | Miejsce        |
| ----------- | -------------- | -------------- |
| Konrád Nagy | 1:48,12        | 26.            |

### Narciarstwo alpejskie

#### Kobiety
| Zawodniczka | Konkurencja     | Czas 1. przejazdu | Czas 2. przejazdu | Czas łączny | Pozycje |
| ----------- | --------------- | ----------------- | ----------------- | ----------- | ------- |
| Edit Miklós | Zjazd           |                   |                   | 1:42,28     | 7.      |
| Anna Berecz | Zjazd           |                   |                   | 1:50,97     | 35.     |
| Edit Miklós | Supergigant     |                   |                   | 1:27,87     | 15.     |
| Anna Berecz | Supergigant     |                   |                   | 1:33,07     | 28.     |
| Edit Miklós | Slalom gigant   | 1:24,40           | 1:22,19           | 2:46,59     | 34.     |
| Anna Berecz | Slalom gigant   | 1:26,96           | 1:27,09           | 2:54,05     | 48.     |
| Anna Berecz | Slalom          | 1:03,28           | 1:01,64           | 2:04,92     | 35.     |
| Anna Berecz | Superkombinacja | 1:50,28           | 58,41             | 2:48,69     | 21.     |
| Edit Miklós | Superkombinacja | 1:44,32           | 57,29             | 2:41,61     | 16.     |

#### Mężczyźni
| Zawodnik       | Konkurencja      | Czas 1. przejazdu | Czas 2. przejazdu           | Czas łączny                 | Pozycje                     |
| -------------- | ---------------- | ----------------- | --------------------------- | --------------------------- | --------------------------- |
| Norbert Farkas | Slalom gigant    | 1:29,77           | 1:31,56                     | 3:01,33                     | 50.                         |
| Norbert Farkas | Slalom specjalny | 55,68             | Nie ukończył 2-go przejazdu | Nie ukończył 2-go przejazdu | Nie ukończył 2-go przejazdu |

### Short track

#### Kobiety
| Zawodniczka                                                 | Konkurencja         | Kwalifikacje    | Kwalifikacje    | Ćwierćfinał        | Ćwierćfinał        | Półfinał           | Półfinał           | Finał              | Finał              |
| Zawodniczka                                                 | Konkurencja         | Czas            | Miejsce         | Czas               | Miejsce            | Czas               | Miejsce            | Czas               | Miejsce            |
| ----------------------------------------------------------- | ------------------- | --------------- | --------------- | ------------------ | ------------------ | ------------------ | ------------------ | ------------------ | ------------------ |
| Andrea Keszler                                              | Bieg na 500 metrów  | 45,215          | 4.              | Nie awansowała     | Nie awansowała     | Nie awansowała     | Nie awansowała     | Nie awansowała     | 28.                |
| Bernadett Heidum                                            | Bieg na 1000 metrów | Dyskwalifikacja | Dyskwalifikacja | Nie sklasyfikowana | Nie sklasyfikowana | Nie sklasyfikowana | Nie sklasyfikowana | Nie sklasyfikowana | Nie sklasyfikowana |
| Bernadett Heidum                                            | Bieg na 1500 metrów | 2:21,826        | 2.              |                    |                    | 2;20,196           | 3.                 | 2:26,004           | 9.                 |
| Zsófia Kónya                                                | Bieg na 1500 metrów | 2:55,523        | 5.              |                    |                    | Nie awansowała     | Nie awansowała     | Nie awansowała     | 30.                |
| Rózsa Darázs Bernadett Heidum Andrea Keszler Szandra Lajtos | Sztafeta 3000 m     |                 |                 |                    |                    | 4:15,473           | 4.                 | 4:24,496           | 6.                 |

#### Mężczyźni
| Zawodnik           | Konkurencja         | Kwalifikacje | Kwalifikacje | Ćwierćfinał   | Ćwierćfinał   | Półfinał      | Półfinał      | Finał         | Finał   |
| Zawodnik           | Konkurencja         | Czas         | Miejsce      | Czas          | Miejsce       | Czas          | Miejsce       | Czas          | Miejsce |
| ------------------ | ------------------- | ------------ | ------------ | ------------- | ------------- | ------------- | ------------- | ------------- | ------- |
| Shaolin Sándor Liu | Bieg na 500 metrów  | 41,683       | 3.           | Nie awansował | Nie awansował | Nie awansował | Nie awansował | Nie awansował | 18.     |
| Viktor Knoch       | Bieg na 500 metrów  | 42,261       | 2.           | 42,043        | 3.            | Nie awansował | Nie awansował | Nie awansował | 12.     |
| Bence Béres        | Bieg na 1000 metrów | 1:27,735     | 4.           | Nie awansował | Nie awansował | Nie awansował | Nie awansował | Nie awansował | 26.     |
| Viktor Knoch       | Bieg na 1000 metrów | 1:25,426     | 2.           | 1:25,673      | 5.            | Nie awansował | Nie awansował | Nie awansował | 18.     |
| Shaolin Sándor Liu | Bieg na 1000 metrów | 1:35,935     | 3.           | 1:24,691      | 4.            | Nie awansował | Nie awansował | Nie awansował | 16.     |
| Viktor Knoch       | Bieg na 1500 metrów | 2:47,714     | 6.           |               |               | Nie awansował | Nie awansował | Nie awansował | 34.     |
| Bence Béres        | Bieg na 1500 metrów | 2:20,327     | 6..          |               |               | Nie awansował | Nie awansował | Nie awansował | 33.     |
| Shaolin Sándor Liu | Bieg na 1500 metrów | 2:14,055     | 4.           |               |               | Nie awansował | Nie awansował | Nie awansował | 20.     |